# Mạng đổi mạng
Mạng đổi mạng (tựa tiếng Anh: John Wick) là một bộ phim hành động Mỹ sản xuất năm 2014, được đạo diễn bởi Chad Stahelski. Phim có sự tham gia của các diễn viên Keanu Reeves, Michael Nyqvist, Alfie Allen, Adrianne Palicki, Bridget Moynahan, Ian McShane, Willem Dafoe, John Leguizamo và Dean Winters. Phim nói về John Wick, một sát thủ về hưu tìm cách trả thù những kẻ đã cướp xe đồng thời giết chết con chó kỷ vật người vợ quá cố của mình, nhưng bất ngờ bị cuốn vào cuộc sống cũ. Kịch bản phim được viết vào năm 2012 và được phát triển bởi hãng Thunder Road Pictures. Phim khởi chiếu tại Việt Nam vào ngày 24 tháng 10 năm 2014. Phần tiếp theo của phim mang tên Sát thủ John Wick: Phần 2 khởi chiếu vào ngày 10 tháng 2 năm 2017. Phần ba: Sát thủ John Wick: Phần 3 – Chuẩn bị chiến tranh đã được khởi chiếu vào ngày 17 tháng 5 năm 2019 ở Mĩ cùng ngày với Việt Nam. Phần 4 của phim dự tính ra rạp vào tháng 4 năm 2023, sau nhiều lần trì hoãn do đại dịch Covid-19.

## Nội dung
John Wick là một sát thủ khét tiếng trong giới xã hội đen. Những kẻ trong nghề thường truyền tai nhau rằng: "Hắn không phải ác quỷ, hắn là người được cử đi giết ác quỷ", mà còn đặt cho anh biệt danh "Ông Ba Bị". Tuy nhiên, có một cô gái có tên Helen đã đem lòng yêu John dù biết anh là một sát thủ và John cũng dành tình cảm lại cho cô nên anh quyết định "rửa tay gác kiếm", kết hôn và tìm kiếm một cuộc sống êm đềm.
Nhưng hạnh phúc chẳng kéo dài được bao lâu thì người vợ Helen lâm bệnh nặng rồi qua đời. Sau lễ tang của vợ một vài ngày, John nhận được món quà nhỏ được cô sắp xếp từ trước: một chú chó con, để giúp anh bớt cô đơn. Tuy nhiên, bi kịch ập đến khi một nhóm xã hội đen trẻ tuổi, cầm đầu bởi Iosef Tarasov, hỏi mua chiếc xe hơi Mustang của John mà không được. Chúng đột nhập vào nhà của cựu sát thủ lúc nửa đêm, đánh lén anh, cướp chiếc xe và giết luôn cả con chó ngay trước mặt John. Tất cả thổi bùng lên cơn thịnh nộ tưởng đã nguội lạnh bên trong gã cựu sát thủ lành nghề. John Wick một lần nữa phải cầm súng để trả thù.
Iosef đem chiếc xe Mustang đến tiệm sửa xe của Aurelio để đổi số VIN. Aurelio nhận ra chiếc xe của John, anh đấm vào mặt Iosef và đuổi hắn ra khỏi tiệm. John đến gặp Aurelio, biết được Iosef chính là con trai của Viggo Tarasov, ông trùm tổ chức mafia Nga ở thành phố New York.
Biết được việc làm của Iosef, Viggo tức giận chửi Iosef, giải thích rằng John Wick từng là sát thủ giỏi nhất của ông. Lúc John muốn bỏ nghề và cưới Helen, Viggo đã giao cho John một số nhiệm vụ giết chóc cuối cùng. John đã hoàn thành nhiệm vụ, giúp cho nhà Tarasov có được cơ ngơi và thế lực mạnh mẽ như ngày hôm nay.
Viggo gọi điện khuyên John đừng nên tìm cách trả thù, nhưng John từ chối. Viggo liền cử một nhóm sát thủ đến nhà John và John đã giết hết chúng. Viggo treo thưởng 2 triệu dollar cho ai giết được John, và ông cũng có thỏa thuận riêng với Marcus, một người bạn của John. John ẩn náu trong khách sạn Continental, một khách sạn dành cho tội phạm thế giới ngầm và có nội quy cấm giết chóc trong khách sạn. Viggo tuyên bố tăng gấp đôi tiền thưởng cho ai dám giết John ngay trong khách sạn này.
John đi đến vũ trường Red Circle để tìm Iosef, anh giết được nhiều tên xã hội đen nhưng lại để Iosef trốn thoát. John về khách sạn Continental để chữa trị vết thương. Perkins, một nữ sát thủ xảo quyệt, đột nhập vào phòng để giết John, nhưng Marcus báo động cho John kịp thời. John hạ gục Perkins, bắt trói ả và giao ả cho ông bạn Harry canh chừng. Tuy nhiên, Perkins đã thoát được và giết chết Harry.
John đến chỗ nhà thờ chứa tiền của Viggo, anh thiêu rụi toàn bộ số tiền và tài liệu quan trọng của ông trùm tội phạm. Sau đó John phục kích nhóm của Viggo nhưng không may bị bắt giữ. Lúc John sắp bị giết, Marcus can thiệp một lần nữa, giúp John thoát ra và John đuổi theo chặn đường Viggo. Dưới mũi súng của John, Viggo đành tiết lộ vị trí của Iosef. John đến "nhà an toàn" của Iosef và giết chết hắn.
Perkins thấy John và Marcus liên lạc với nhau, ả liền báo cho Viggo biết. Viggo tra tấn và giết chết Marcus ngay tại nhà riêng của anh vì không chịu thực hiện giao kèo hạ sát John Wick. Viggo sau đó dự định để cho Perkins phục kích John. Tuy nhiên Perkins bị các sát thủ của khách sạn Continental xử bắn, vì ả dám vi phạm nội quy là không được giết người trong khuôn viên khách sạn.
John phóng xe thật nhanh ra bến cảng để ngăn chặn Viggo lên trực thăng tẩu thoát. John giết hết những tên thuộc hạ cuối cùng của Viggo rồi đánh tay đôi với ông trùm tội phạm. Sau một hồi đánh nhau, John hạ gục Viggo và làm ông bị thương nặng. Trên đường trở về nhà, John dừng chân tại một phòng khám thú y để điều trị vết thương và giải cứu một con chó con Pit bull theo lịch sẽ bị giết. John và chú chó đi bộ về nhà dọc theo lối đi bộ bên bờ sông, nơi John có cuộc hẹn hò cuối cùng với Helen.

## Diễn viên
- Keanu Reeves vai John Wick
- Michael Nyqvist vai Viggo Tarasov
- Alfie Allen vai Iosef Tarasov
- Adrianne Palicki vai Perkins
- Bridget Moynahan vai Helen Wick
- Ian McShane vai Winston
- Lance Reddick vai Charon
- Willem Dafoe vai Marcus
- John Leguizamo vai Aurelio
- Clarke Peters vai Harry
- Dean Winters vai Avi
- Kevin Nash vai Francis

## Đánh giá
Phim nhận được điểm gần như tuyệt đối trên Internet Movie Database và Rotten Tomatoes.